# Rikki Doak
Rikki Doak (* 27. Oktober 1998 in Fredericton) ist eine kanadische Shorttrackerin.

## Werdegang
Doak begann im Alter von sieben Jahren mit dem Shorttrack und nahm in der Saison 2019/20 erstmals am Shorttrack-Weltcup teil. Dabei errang sie in Nagoya mit dem siebten Platz über 500 m ihre beste Platzierung. In der Saison 2022/23 erreichte sie mit sieben Top-Zehn-Platzierungen, darunter zwei dritte Plätze, den vierten Platz im Weltcup über 500 m. Zudem kam sie in den Staffel-Wettbewerben dreimal auf den zweiten sowie einmal auf den dritten Platz und holte in Almaty sowie Dordrecht ihre ersten Weltcupsiege. Beim Saisonhöhepunkt, den Weltmeisterschaften 2023 in Seoul, wurde sie Achte mit der Mixed-Staffel sowie Vierte über 500 m und gewann mit der Staffel dir Bronzemedaille. Zu Beginn der Saison 2023/24 holte sie in Montreal über 500 m ihren ersten Weltcupsieg im Einzel. Im weiteren Saisonverlauf lief mit einer weiteren Top-Zehn-Platzierung über diese Distanz auf den siebten Platz im Weltcup über 500 m. Bei den Weltmeisterschaften 2024 in Rotterdam gewann sie erneut die Bronzemedaille mit der Staffel und errang über 500 m den achten Platz. In der Saison 2024/25 siegte sie in Montreal mit der Staffel und kam in Peking mit dem dritten Platz über 500 m erneut aufs Podest. Beim Saisonhöhepunkt, den Weltmeisterschaften 2025 in Peking, gewann sie die Silbermedaille über 500 m und die Goldmedaille mit der Staffel.

## Erfolge

### Weltmeisterschaften
- 2023 Seoul: 3. Platz Staffel, 4. Platz 500 m, 8. Platz Mixed-Staffel
- 2024 Rotterdam: 3. Platz Staffel, 8. Platz 500 m
- 2025 Peking: 1. Platz Staffel, 2. Platz 500 m

### Platzierungen im Weltcup

#### Weltcupsiege

##### Weltcupsiege im Einzel
| Nr. | Datum            | Ort      | Disziplin |
| --- | ---------------- | -------- | --------- |
| 1.  | 28. Oktober 2023 | Montreal | 500 m     |

#### Weltcupsiege im Team
| Nr. | Datum             | Ort         |
| --- | ----------------- | ----------- |
| 1.  | 11. Dezember 2022 | Almaty 1    |
| 2.  | 12. Februar 2023  | Dordrecht 2 |
| 3.  | 2. November 2024  | Montreal 3  |

#### Weltcup-Gesamtplatzierungen
| Saison  | Gesamt | Gesamt | 500 m  | 500 m | 1000 m | 1000 m | 1500 m | 1500 m |
| Saison  | Punkte | Platz  | Punkte | Platz | Punkte | Platz  | Punkte | Platz  |
| ------- | ------ | ------ | ------ | ----- | ------ | ------ | ------ | ------ |
| 2019/20 | -      | -      | 4174   | 22.   | 5130   | 22.    | -      | -      |
| 2022/23 | 426    | 15.    | 324    | 4.    | 74     | 25.    | 28     | 39.    |
| 2023/24 | 297    | 21.    | 225    | 7.    | 64     | 25.    | -      | -      |
| 2024/25 | 144    | 19.    | 144    | 12.   | -      | -      | -      | -      |

### Persönliche Bestzeiten
| Distanz | Zeit         | Datum            | Ort            |
| ------- | ------------ | ---------------- | -------------- |
| 500 m   | 42,094 s     | 4. November 2022 | Salt Lake City |
| 1000 m  | 1:28,381 min | 29. Oktober 2022 | Montreal       |
| 1500 m  | 2:23,855 min | 21. Oktober 2023 | Montreal       |